# コジマ・ムジカ・コレギア
コジマ・ムジカ・コレギアは、「小島秀夫とその音楽仲間」を意味し、1993年に元広島交響楽団首席コンサートマスター、小島秀夫が発足した音楽団体。広島市を中心として活動している。

## 活動
- 定期演奏会
- 広島ジュニアオーケストラ
- しまなみ音楽祭（旧HIROSHIMA　MUSIC　FESTIVAL）

## 定期演奏会
毎年1～2回、主に夏季、広島市のアステールプラザ大ホールなどで開催。
コンチェルト（協奏曲）を主としたコンサートで、優秀な若い青少年たちがソリストを務める。管弦楽は、広島交響楽団や中四国出身のフリー奏者で構成されるプロオーケストラ。協奏曲を1人1楽章分程度で8人程度が演奏する。木嶋真優や萩原麻未もここで初のオーケストラ共演を果たした。オーケストラとの共演が極めて困難な時期にあって、有望な若手に演奏の機会を与える活動として注目されている。また、これまでに尾道市、呉市、山口県でも公演を行う。過去には、ピアノ、弦楽器、管楽器、声楽、マリンバのソリストが登場した。

## 広島ジュニアオーケストラ
中国地方では規模の大きいジュニアオーケストラ。
毎週日曜日、広島市の施設で練習を行い、毎年12月に定期演奏会を開催。演奏会には団員約70名、臨時団員やエキストラを含めて100人近くが出演。その他、訪問コンサート、街頭コンサート、合宿なども行う。幼稚園生から高校生まで幅広く団員がいる。どんな子供でも平等に受け入れる団体として知られている。
小島秀夫が音楽監督を務め、指導に当たる。

## 公式サイト・外部リンク
- コジマ・ムジカ・コレギア公式サイト
- 広島ジュニアオーケストラ公式サイト
- しまなみ音楽祭公式サイト
- 小島秀夫音楽塾
- コンサート情報